# Fatou Diome
Fatou Diome (Niodior, 1968) è una scrittrice senegalese naturalizzata francese.

## Biografia

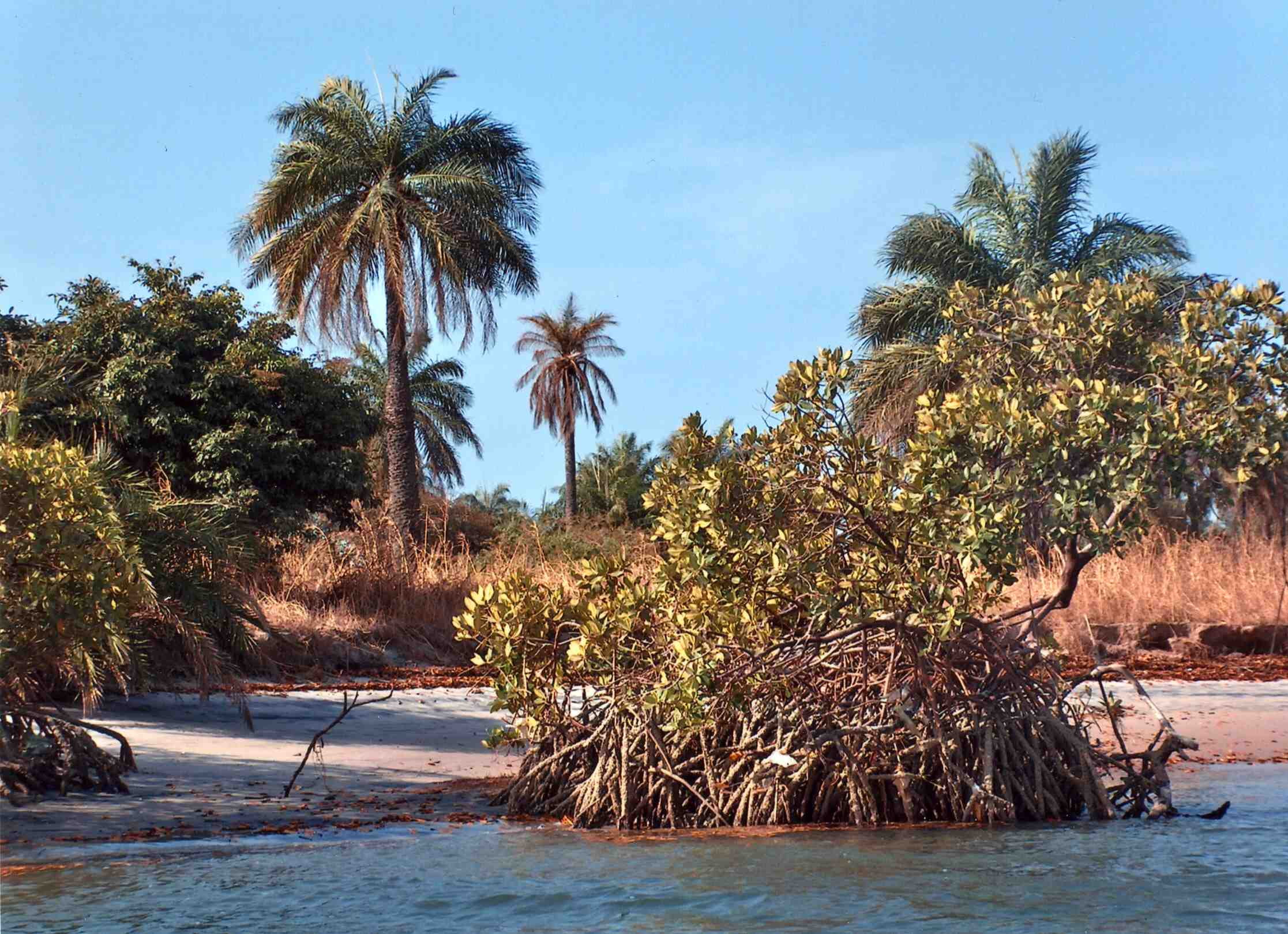
Niodior

Fatou Diome è nata nel 1968 nella piccola isola di Nidior, davanti al delta del fiume Saloum, nel sud-ovest del Senegal.
Dopo aver frequentato, non senza incontrare difficoltà da parte della famiglia, la scuola elementare, Fatou Diome lascia Nidior per continuare gli studi in altre città del Senegal, fino ad approdare all'università di Dakar.
A ventidue anni sposa un giovane francese e lo segue in Francia. Il matrimonio, ostacolato dalla famiglia di lui, dura due soli anni e Fatou si trova abbandonata alla condizione di immigrata in territorio francese e in grandi difficoltà economiche. Per sopravvivere e finanziare gli studi, lavora come domestica per sei anni. Nel 1994 si stabilisce in Alsazia dove frequenta l'Università di Strasburgo dove lavora ad una tesi di dottorato su “I viaggi, gli scambi e la formazione nell'opera letteraria e cinematografica di Ousmane Sembène” e comincia a dedicarsi alla scrittura.
Fatou Diome esplode come scrittrice di romanzi con “Le Ventre de l'Atlantique”, tradotto in Italia con il titolo, "Sognando Maldini", 2004.
La Francia e l'Africa costituiscono i nuclei centrali della sua opera. Con il suo umorismo pungente e un linguaggio tagliente, dipinge le condizioni e le difficoltà che ogni migrante deve superare ed accettare per vivere e lavorare in Francia. Non di meno sono le occasioni per raccontare episodi che oscillano nella nostalgia per la sua infanzia e per la sua terra natale.

## Carriera
Fatou Diome insegna all'Université Marc-Bloch de Strasbourg e all'Institut supérieur de pédagogie di Karlsruhe, Germania. Nel 2017 riceverà un dottorato ad honorem dall'Università di Liegi.
Nel 2019, Fatou Diome è la vincitrice del Premio Letterario dei Rotary Club francesi per il suo romanzo Les veilleurs de Sangomar.

## Opere
- 2001 : La Préférence nationale, recueil de nouvelles, edizione Présence Africaine
- 2002 : Les Loups de l'Atlantique, nouvelles – Nella raccolta : Étonnants Voyageurs. Nouvelles Voix d'Afrique
- 2003 : Le Ventre de l'Atlantique, roman, éditions Anne Carrière, (trad. it.: Sognando Maldini, traduzione di Maurizio Ferrara, Edizioni Lavoro, 2004)
- 2006 : Kétala, roman, Éditions Flammarion
- 2008 : Inassouvies, nos vies, roman, Editions Flammarion
- 2010 : Le vieil homme sur la barque, récit (illustrations de Titouan Lamazou), Naïve
- 2010 : Celles qui attendent, roman, edizioni Flammarion
- 2010 : Mauve, récit, edizioni Flammarion
- 2013 : Impossible de grandir, roman, Éditions Flammarion
- 2017 : Marianne porte plainte !, essai, Éditions Flammarion
- 2019 : Les Veilleurs de Sangomar, Albin Michel